# 聖ペテロと教皇アレクサンデル6世、ペーザロ司教
『聖ペテロと教皇アレクサンデル6世、ペーザロ司教』（せいペテロときょうこうアレクサンデル6せい、ペーザロしきょう、伊: Saint Peter, Alexander VI e il Vescovo di Pesaro, 蘭: Sint Pieter, Alexander VI en de bisschop van Pesaro, 英: Saint Peter, Alexander VI and the Bishop of Pesaro）は、イタリアのルネサンス期のヴェネツィア派の巨匠ティツィアーノ・ヴェチェッリオが1503年から1512年に制作した絵画である。油彩。ヴェネツィアの貴族であるペーザロ家（Pesaro family）の出身であり、当時ヴェネツィアの領土であったキプロス島の都市パフォスの司教を務めていたヤコポ・ペーザロ（Jacopo Pesaro）によって、1502年8月にヴェネツィアがオスマン帝国との海戦に勝利したことを感謝するために発注された。ティツィアーノの最も初期の作品の1つであり、1503年に遡ると考えられることもあったが、現在では信じられておらず、1510年から1511年に近い年代の可能性が高いと思われる。現在はベルギーの美術館が所有する唯一のティツィアーノの作品として、アントウェルペン王立美術館に所蔵されている。

## 制作経緯
ヴェネツィアは1499年から1503年の第二次オスマン＝ヴェネツィア戦争において、オスマン帝国の提督ケマル・レイスの前に、1499年のゾンキオの海戦と1500年のモドンの海戦という大きな海戦でいずれも敗北していた。しかし1502年6月のサンタ・マウラの海戦では、ヴェネツィアはオスマン帝国に対してサンタ・マウラ島の奪還につながる稀有な勝利を収めた。この海戦で司令官を務めたのがパフォス司教ヤコポ・ペーザロであった。彼はローマ教皇アレクサンデル6世によって、パフォス司教と、教皇特使、教皇艦隊の司令官に任命された。またヴェネツィア艦隊の指揮官はヤコポの従兄弟ベネデット・ペーザロであった。絵画はペーザロ司教によって発注されたが、宗教的外観を備えているにもかかわらず教会を対象としたものではなく、海戦に勝利した記念であり、教皇アレクサンドル6世の後援に対する感謝のしるしであった。

## 作品

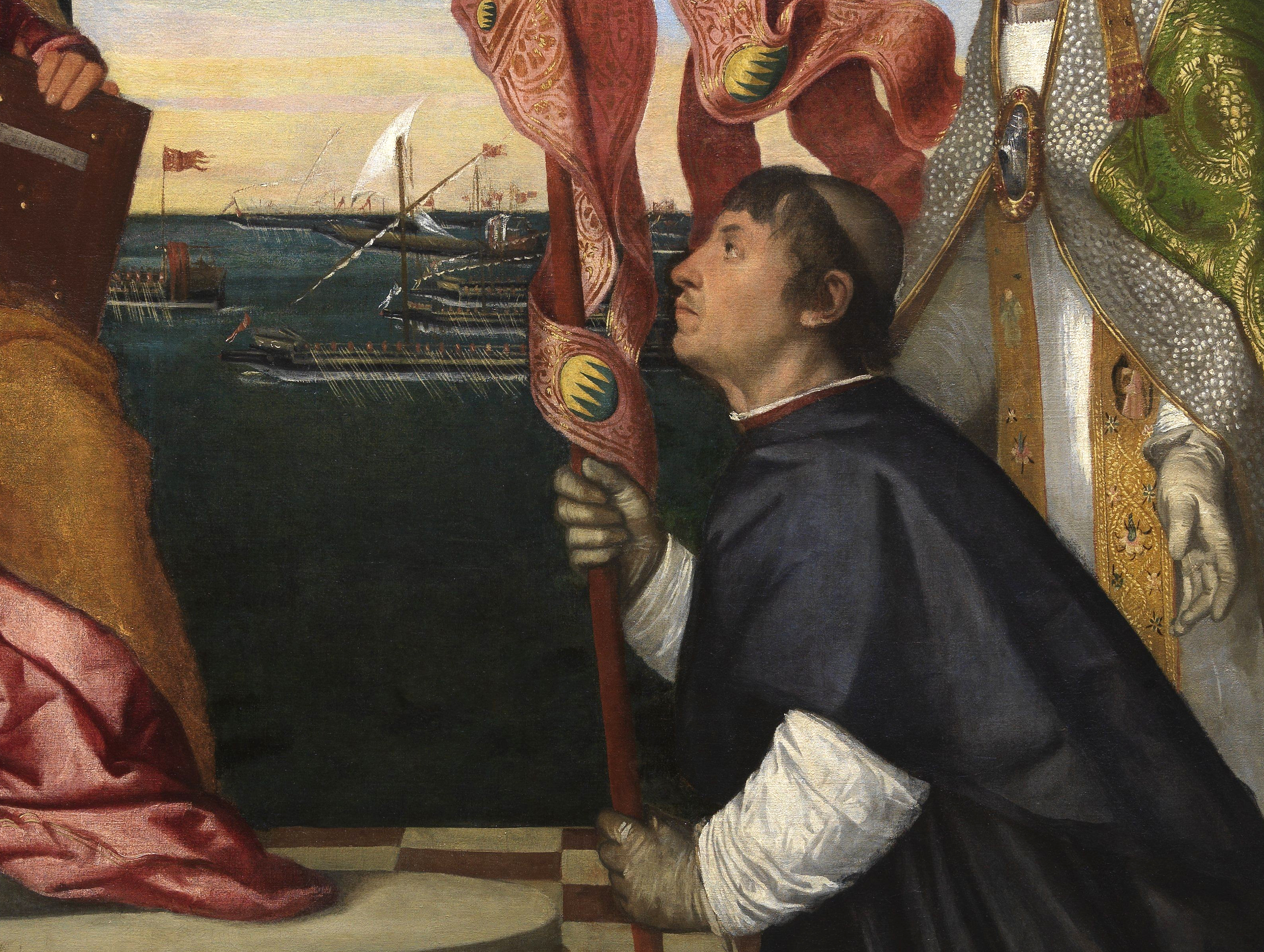
パフォス司教ヤコポ・ペーザロ（ディテール）。

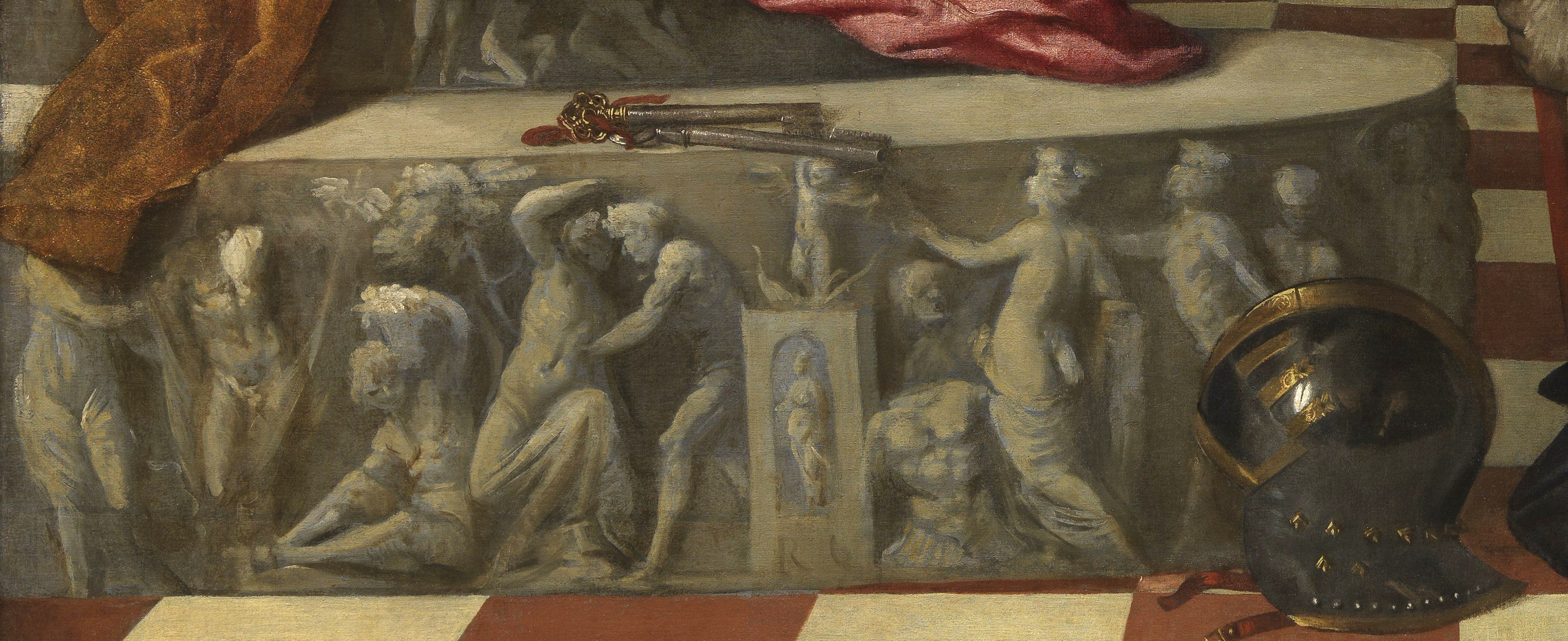
聖ペテロの玉座が設置された台座と、その上に置かれた天国の鍵。側面の浮彫の意味は判然としない（ディテール）。

聖ペテロは画面左で台座の上に設置された玉座に座し、左手で書物を膝の上に立てて持ち、アトリビュートであるキリストより授与された金と銀の天国の鍵を、足元の台座の上に置いている。台座は適切にペトラ、すなわち大きな石盤で制作され、その側面には浮彫りが施されている。教皇アレクサンデル6世は戦いに際し、ひざまずいているヤコポ・ペーザロ司教を聖ペテロに引き合わせている。ペーザロ司教はペーザロ自身の紋章と教皇アレクサンデル6世の紋章が入った旗を掲げている。台座の古典様式の浮彫りは後の『聖愛と俗愛』（Amor sacro e Amor profano）に見られる同様の浮彫りと同様に、その正確な主題や意味はいまだ特定されていないが、ヴィーナスとキューピッドに主たる特徴があると思われる。これは単に古典時代にヴィーナスの聖域があったパフォスを暗示しているだけかもしれない。あるいは、美術館が示唆しているように、「ペーザロ司教が神に対する愛を通して、どのようにしてサンタ・マウラで勝利を収めたのかを明らかにする」寓意であるのかもしれない。またあるいは古代神話を刻んだ台座の上に聖ペテロが座り、浮彫り中央のキューピッドの上に天国の鍵を置くことで、古代の神々に対するキリスト教の勝利を象徴している。
ペーザロ司教が脱いだ兜は台座の横に置かれている。アレクサンデル6世は戦争努力として13隻のガレー船を出兵した。ペーザロ司教の頭部と聖ペテロの間の海上風景には、戦うガレー船が実際に戦場を移動する様子が見える。アレクサンデル6世の右側にさらに海が広がり、レフカダの都市、あるいはおそらくパフォスの都市が見える。これらの細部は1502年の海戦の勝利を暗示している。
この構図は、特にティツィアーノがしばらく工房で働いたジョヴァンニ・ベッリーニが発展させた、守護聖人を通して聖母マリアに引き合わせられた寄進者が奉納品を捧げるという、通常のヴェネツィア派のやり方を採用している。美術館はベッリーニが本作品の構図をデザインし、制作はティツィアーノに任せたと示唆している。間違いなく、聖ペテロの姿は、教皇のポーズと同様に、ベッリーニの様式を強く思い出させる。後者の特徴は明らかにメダルやその他の図像から複製されたものであり、そのため彼は生き生きと描かれたペーザロ司教よりもはるかに生々しい外観を獲得していない。

画面中央下辺の銘板は後から追加されたもので、制作者を特定し、主題を（著しく曖昧な言葉で）説明している。
完成した絵画にはいくつかの欠点があったにもかかわらず、ペーザロ司教は十分に満足し、1518年から1519年にかけてティツィアーノに、画家の成長の鍵となることになる作品であり、再び1502年の勝利について触れ、現在もサンタ・マリア・グロリオーザ・デイ・フラーリ聖堂に所蔵されている重要作品『ペーザロ家の祭壇画』（Pala Pesaro）の制作を依頼したに違いない。

### 制作年代

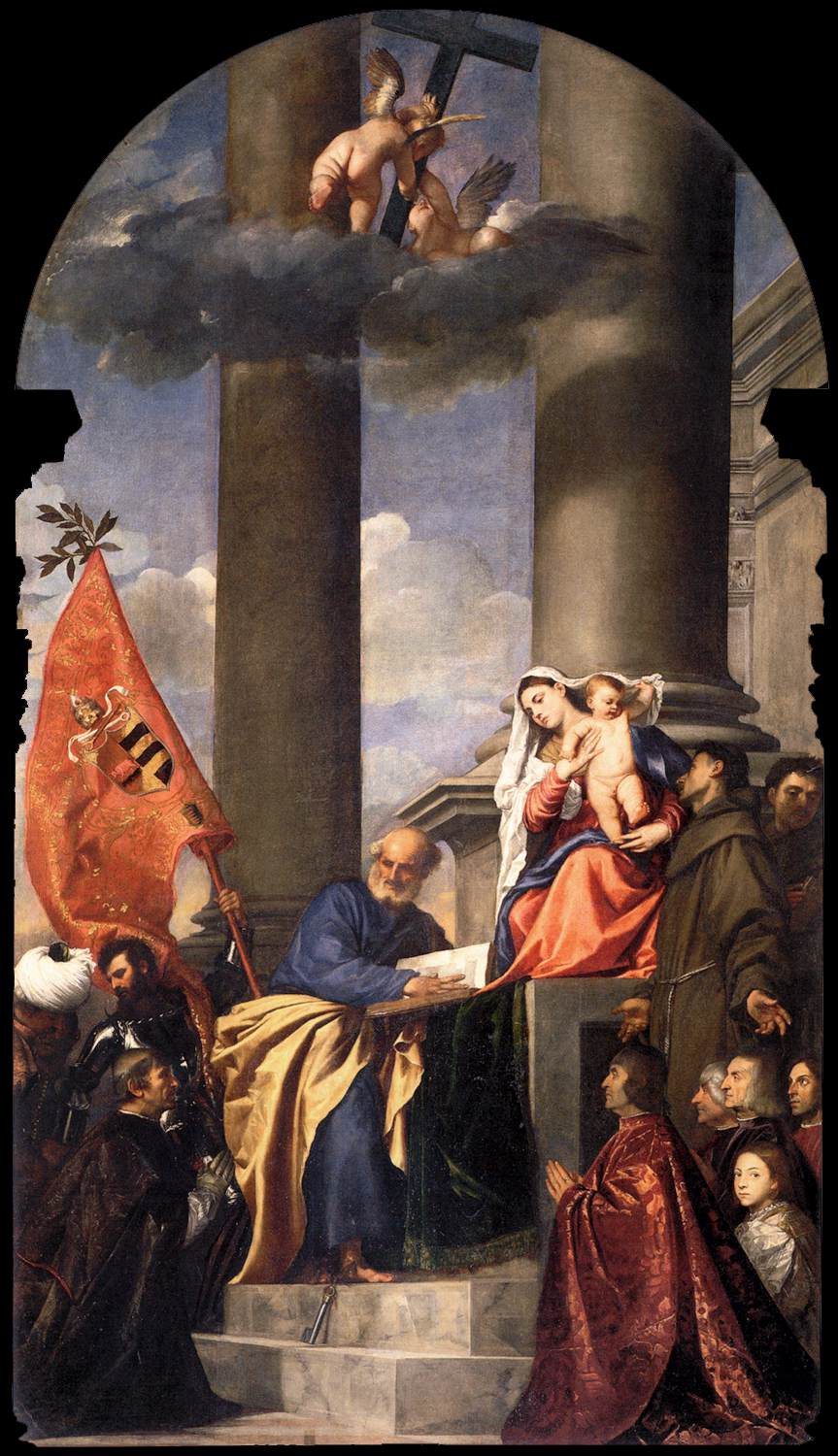
同じくヤコポ・ペーザロ司教によって発注された『ペーザロ家の祭壇画』。サンタ・マリア・グロリオーザ・デイ・フラーリ聖堂所蔵。

制作年代は伝統的に1506年から1511年とされているが、むしろティツィアーノの現存する最古の作品となるであろう1503年から1506年の作品ではないかという提案がある。ティツィアーノの生年は記録文書として残されていないが、通常は1488年から1490年頃と推定されており、この場合、20歳にも満たない頃の作品ということになる。しかし、彼の生年の推定は通常もっと遅く、1503年という制作年は画家が13歳か14歳であったことを意味するが、ほとんど信憑性がない。初期の日付については、ジョヴァンニ・バティスタ・カヴァルカゼル、アドルフォ・ヴェントゥーリ、ゲオルク・グロナウは支持したが、ロドルフォ・パッルッキーニ、ロベルト・ロンギ、アントニオ・モラッシ（Antonio Morassi）らは反対した。ジョヴァンニ・ベッリーニによる公式介入を想定したルイ・ウールチックは1515年とし、ウィルヘルム・スイダは1512年から1520年と推定している。しかし、X線撮影を使用した科学的調査では均一な色彩の質感が明らかになり、複数の画家の手によって時間をかけて拡張された下書きであるという仮説が矛盾することを明らかにした。
2003年直前の修復により、「1510年から1511年頃に発展したティツィアーノの記念碑的な様式」とより密接に関連していることが確認された。
世俗的、軍国主義的な教皇アレクサンドル6世が1503年に死去し、そのとき以来、彼は一種のダムナティオ・メモリアエの形で公式での表現を禁止されたため、戦闘直後の1503年以前に発注されたに違いないと主張された。しかしながら、ペーザロ司教がヴェネツィアに帰国したのは1506年であり、そのうえ図像の禁止がヴェネツィアに影響を及ぼしたとしたら、カンブレー同盟戦争でヴェネツィアと教皇庁が対立していた1508年から1510年にこのような作品が発注されることはなかったであろう。一般的にアレクサンドル6世は死後「軽蔑」されたが、ペーザロ司教は後援者の記憶に忠実であり続け、1542年の彼の遺言はアレクサンドル6世の魂に祈りを捧げる大衆のために財産を残している。

## 来歴
絵画は17世紀初頭までヴェネツィアのペーザロ家が所有しており、おそらく最初はペーザロの邸宅に飾られていた。アンソニー・ヴァン・ダイクは1623年にヴェネツィアで絵画を模写しており、これがこの作品の最古の記録となった。その後、イングランド国王チャールズ1世のコレクションにあったことが記録されているが、1652年のチャールズ1世の処刑後にスペイン王室コレクションとして購入され、マドリードの聖パスカル修道院に貸与された。1823年に初代オランダ国王ウィレム1世のコレクションとなり、ウィレム1世によって美術館に寄贈された。